# Amnosia decora
Amnosia decora är en fjärilsart som beskrevs av Doubleday 1849. Amnosia decora ingår i släktet Amnosia och familjen praktfjärilar. Inga underarter finns listade i Catalogue of Life.